# Jean-Baptiste Coye
Œuvres principales
Lo Nòvi parat, Lo Delire
Jean-Baptiste Coye (Joan Baptista Còia selon la graphie classique ; Mouriès, le 3 septembre 1709 - le 17 février 1771) est un écrivain provençal de langue occitane.
Il est mentionné dans l'anthologie provençale d'Achard Lou Bouquet prouvençau (lo Boquet provençau en norme classique) de 1829 parmi les principaux auteurs provençaux du XVIIIe siècle.
Coye composa, entre autres, une comédie de 1743 qui porte le titre de Lou Novy para (Lo Nòvi parat, qui reçut, selon le critique occitan Robert Lafont un "long succès") et d'un poème : Lo Délire.

## Vie
L'éditions de 1829 ainsi que la préface de Frédéric Billot pour l'édition de 1854 indiquent que Coye était le fils de Pierre Coye, menager (propriétaire terrien provençal) et de Catherine Bonnet. Il aurait vécu la plus grande partie de sa vie à Arles ; Billot relèves les vers de l'auteur : "Digou-yé qu'à douge ans, lou grand jour de Saint Charles, / Fuguère hurousament transplanta dedins Arles" ; il indique également que "Nascu dins un hameou deis counfins de Françou, / Jamaï lou preceptour n'a coundui moun enfançou. / Admiran lou francés, ignouran lou latin, / Sabe que ce qu'insegnou un simple egnourantin...". Côté aurait eu des problèmes de santé vers 1770 et serait retourné dans sa ville natale et dans sa maison paternelle peu avant d'y mourir. Billot indique que cette maison située à Mouriès sur la place du marché était au moment où il s'interessa à Coye, occupée par une certaine Henriette-Euphrosie Bonnet, veuve Mistral  qui lui transmis des manuscrits et lui fit visiter la chambre de l'auteur.

## Éditions
- Lou Novy Para. Cracouviou : Przepéndorousky, 1743.
- Œuvres complète de J. B. Coye en vers provençaux, Arles, Mesnier, 1829.
- Lou Bouquet Prouvençaou, Marselha, Achard, 1823.